# Radevormwald
Radevormwald település Németországban, azon belül Észak-Rajna-Vesztfália tartományban. Lakosainak száma 22 159 fő (2023. december 31.). Radevormwald Wuppertal, Hückeswagen és Breckerfeld községekkel határos.

## Földrajza
Radevormwald Kölntől 50 km-re fekszik Keleti irányban, egy 421 méteres tengerszint feletti magasságban. Düsseldorf közigazgatási régiójának legmagasabban fekvő városa volt. Most a kölni közigazgatási régióban tartozik.

## Szomszédos települések
- Ennepetal
- Breckerfeld
- Halver
- Wipperfürth
- Hückeswagen
- Remscheid
- Wuppertal
- Schwelm

## Az önkormányzat megoszlása
- A – Altendorf – Altenhof – Am Grimmelsberg – Auf'm Hagen
- B – Beck – Berg – Bergerhof – Birken – Böhlefeldshaus – Borbeck – Born – Braake – Brebach – Brunsheide – Brunshöh – Buschsiepen
- D – Dahlerau – Dahlhausen – Diepenbruch – Dieplingsberg
- E – Eich – Eistringhausen – Erlenbach – Espert
- F – Feckinghausen – Feldmannshaus – Felsenbeck – Filde – Filderheide – Finkensiepen – Freudenberg – Fuhr – Funkenhausen
- G – Geilensiepen – Grafweg – Griesensiepen – Grüne – Grünenbaum
- H – Hahnenberg – Harbeck – Hardt – Heide – Heidt – Heidersteg – Herbeck – Herkingrade – Hinüber – Honsberg – Hönde – Hönderbruch – Höltersiepen – Hürxtal – Hulverscheidt – Husmecke
- I – Im Busch – Im Hagen – Im Holte – Im Kamp – Im Walde – Im Wiesental – Im Wildental – Ispingrade
- J – Jakobsholt
- K – Kaffekanne – Karlshöh – Karthausen – Kattenbusch – Keilbeck – Kettlershaus – Klaukenburg – Knefelskamp – Kötterhaus – Kottmannshausen – Kräwinkel – Krebsöge – Krebsögersteg – Kronenberg
- L – Laake – Lambeck – Lambeckermühle – Langenkamp – Landwehr – Leimbecker Mühle – Leimhol – Leye – Linde – Lichteneichen – Lorenzhaus
- M – Milspe – Möllersbaum
- N – Nadelsiepen – Neuenhammer – Neuenhaus – Neuenhof – Niederdahl – Niedernfeld – Niederwönkhausen
- O – Oberbuschsiepen – Oberdahl – Oberdahlhauen – Obergraben – Obernfeld – Obernhof – Oberkarthausen – Oberschmittensiepen – Oedeschlenke – Önkfeld
- P – Pastoratshof – Plumbeck – Rechelsiepen
- R – Remlingrade – Rochollsberg – Rädereichen
- S – Scheideweg – Scheidt – Schlechtenbeck – Schmittensiepen – Schnellental – Siepen – Sieplenbusch – Sondern – Stoote – Studberg
- T – Tanne
- U – Uelfe – Ümminghausen – Umbeck – Untergraben – Unterm Busch – Unterste Mühle
- V – Vogelshaus – Vogelsmühle – Vor der Heide – Vor der Mark – Vorm Baum – Vorm Holte
- W – Waar – Walkmüllersiepen – Wellershausen – Wellringrade – Weyer – Wiebach – Wilhelmstal – Winklenburg – Wintershaus – Wönkhausen
- Z – Zum Hofe

### A Wuppertal gát alá merült helyek
- Dorpe
- Friedrichstal
- Nagelsberger Gemarke
- Oege

## A Wupper falvak
A Wupper folyó a városon keresztül folyik. Dahlerau, Vogelsmühle és Dahlhausen falvak a Wupper völgyben helyezkednek el, ezeket nevezik ún. Wupper falvaknak. Az itt létrehozott textilipar a falvak lakosságának növekedésével járt, és munkahelyek jöttek létre. A középréteghez tartozó emberek itt telepedtek le, és a mai napig itt tevékenykednek, és saját házaikban üzleti tevékenységet folytatnak.

## A település története
Klaus Pampus 1050-ben az Urkundliche Erstnennungen Oberbergischen Orte című könyvében ír a Radevormwald történelméről, a Werden-i császári apátságról, melyet annak idején Rotha-nak hívtak.
1309 és 1316 között Adolf VI von Berg gróf önkormányzati jogokat ruházott a városra, majd 1363-ban A "vor dem walde" (a fa előtti) településről 1363-ban Willhelm II Gróf írt a Berg grófok szolgálatáról, a határ megerősítéséről, mely Sauerland ellen védte Mark megyét.

### XV. század
A város virágzásnak indult, A várost tornyok, kapuk falak védték. Gyapjú szövők és kovácsok telepedtek le a városban.

### XVI. század
A XVI. században tűz pusztított. Az egyik 1525. július 17-én, majd 1571-ben pusztította el a várost. 1540-ben a város plébániája és papsága beleolvadt a református egyházba.

### XVII. század
A települést 1620-ban a protestánsok meghódították Philip I, Landgrave of Hesse uralkodása alatt. A harmincéves háború (1618-48) során a spanyolok és az osztrákok alkalmi ellátóhelye és székhelye volt Ottavio Piccolomini parancsnoksága alatt. 1635 és 1636-ban a holland csapatok, 1638-ban pedig a vesztfáliai csapatok elfoglalták a várost. Ennek eredményeképpen a polgári lakosság gyilkossága, fosztogatása, erőszakolása történt.
Westphalia békéje 1648-ban Wilhelm von Pfalz-Neugurg (1652-1690) uralkoddása előtt történt. A katolikus herceg üldözte az anabaptistákat, így sokan elmenekültek. Az egyik ilyen menekült Adolf von der Leyen volt, aki 1656-ban (vagy 1650-ben) a selyemkiképzést hozta Krefeldbe.

### XVIII. század
1742-ben éhinség volt a településen.

### XIX. század
1802. augusztus 24-én ismét tűz pusztított a városban. 1833-ban először indult el a helyi buszjárat, és megnyílt az első postahivatal. A század végén megindult a vasúti közlekedés. 1886 március 1-én a megnyitott Remscheid-Lennep-Krebsöge-Dahlerau-Wuppertal-Oberbarmen vasútvonal megnyitását ünnepelte a város. Négy évvel később 1890 február 3-án a Krebsöge-Radevormwald közötti új vasútvonal nyílt meg. A város gázellátása 1884-ben indult meg.

### XX. század
1910-ben a Halver vasútvonal megnyitásával befejeződött a Radevormwald környéki vasútvonalak teljes hosszának átadása. Július 1-én pedig a világ második legnagyobb ifjúsági szállója nyitotta meg kapuit a Rajna-vidéken.
A városban megjelentek a helyi vállalkozások, úgy mint zár, fa, kerékpár, papír ipar, építőelem gyárak, motor-, és textilipar, fonoda, ruhaipar.
1928. május 26-án délelőtt 8:15-kor a német Lufthansa F13-as repülőgépe csapódott be Hahnenbergben, megölve ezáltal 3 embert.  1934-ben gázvezetékeket fektettek, ezáltal is mérsékelték a városi gáztermelést.

## Radevormwald népsűrűsége
| Év   | Népesség | Év   | Népesség |
| ---- | -------- | ---- | -------- |
| 1792 | 4.320    | 1961 | 20.957   |
| 1807 | 3.429    | 1975 | 24.526   |
| 1826 | 5.383    | 1983 | 23.850   |
| 1865 | 8.879    | 1995 | 25.720   |
| 1900 | 10.446   | 2000 | 25.852   |
| 1939 | 13.861   | 2003 | 25.517   |
| 1946 | 17.159   | 2004 | 25.390   |

## Kultúra

### Helyek, ahová érdemes menni
A területen számos gát és víztározó található: 
- Wuppertal-gát
- Bevertal-gát
- Neyetal-gát (Wippelfürth)
- Ennepe-gát (Breckerfeld)
- Heilenbecker-gát
- Schevelinger-gát

A területen található még Kräwinklerbrücke üdülőhely, amely a Wuppertal-gát körül járható gyalogutak kiindulópontja.

### Templomok
- Protestáns református templom (állami egyház)
- Protestáns evangélikus templom (állami egyház)
- Szent Márton evangélikus templom (Független evangélikus-evangélikus templom)
- Római katolikus templom
- Remlingrade (protestáns templom)
- Wallenberg (protestáns egyház)
- Dahlerau (mind protestáns, mind katolikus egyház)

## A város hírességei
- Franz Rudolf Bornewasser (1866-1951), Trier érseke (1922-1951)
- Heide Rosendahl  (sz:1947), német sportoló (1970-1972 az év sportolója)
- Jürgen Fliege (sz: 1947), teológus, televíziós előadó és újságíró
- Fritz Hardt, a város vállalkozója és tiszteletbeli polgára[3]
- Adolf von der Leyen (1624 / 25-1698), vállalkozó, a selyemipar atyja Krefeldben